# Gouzens
Gouzens ist eine französische Gemeinde mit 81 Einwohnern (Stand 1. Januar 2022) im Département Haute-Garonne in der Region Okzitanien (vor 2016 Midi-Pyrénées). Sie gehört zum Arrondissement Muret und zum Kanton Auterive. Die Einwohner werden Gouzenais genannt.

## Geografie
Gouzens liegt in der Vorbergzone der Pyrenäen, 60 Kilometer südsüdwestlich von Toulouse. Umgeben wird Gouzens von den Nachbargemeinden Montesquieu-Volvestre im Norden, Osten und Süden sowie Montberaud im Westen.

## Einwohnerentwicklung
| Jahr                       | 1962 | 1968 | 1975 | 1982 | 1990 | 1999 | 2006 | 2013 | 2020 |
| Einwohner                  | 99   | 72   | 49   | 52   | 61   | 61   | 94   | 84   | 81   |
| Quellen: Cassini und INSEE |      |      |      |      |      |      |      |      |      |

## Sehenswürdigkeiten
- Kirche Saint-Pierre-aux-Liens